# Niklaus Räz
Niklaus Räz (1826 - 1905) was een Zwitsers politicus.
Hij was lid van de Radicale Partij (voorloper van de huidige Vrijzinnig-Democratische Partij). Hij was lid van de Regeringsraad van het kanton Bern.
Ook was hij van 1 juni 1885 tot 31 mei 1886 voorzitter van de Regeringsraad van het kanton Bern.